# John Longenecker
John William Longenecker (* 12. Februar 1947 in Hollywood) ist ein US-amerikanischer Filmproduzent und Drehbuchautor.

## Leben
Longenecker kam als zweiter Sohn von Schauspielerin Ruth Hussey und Radioproduzent Robert Longenecker zur Welt. Er wuchs in Lake Arrowhead auf und studierte ab 1967 an der Filmschule der University of California sowie ab 1968 Filmproduktion am USC Cinema Department der University of Southern California. Sein Abschlussfilm an der University of Southern California wurde 1970 The Resurrection of Broncho Billy, ein Großstadtkurzwestern, der 1971 mit einem Oscar in der Kategorie Bester Kurzfilm ausgezeichnet wurde.
Nach Ende seines Studiums absolvierte Longenecker ein Praktikum beim American Film Institute und war als Produktionsassistent von George Roy Hill am 1973 erschienenen Film Der Clou beteiligt. Beim im Folgejahr erschienenen Film The Trial of Billy Jack von Tom Laughlin war er als Castingdirektor und Produktionsassistent beteiligt. Seither ist er unter anderem im Musikvideo- und Werbebereich als Kameramann und Produzent tätig; bei Dwight Yoakams Südlich des Himmels – Westlich der Hölle war er als Regie- und Kameraassistent aktiv.
Longenecker ist Mitglied der Directors Guild of America.

## Filmografie (Auswahl)
- 1970: The Resurrection of Broncho Billy
- 1998: The Cream Will Rise
- 1998: Agro & York: Moon Monkeys
- 2002: Dirty Life and Times with Billy Bob Thornton, Dwight Yoakam and Warren Zevon
- 2003: Warren Zevon: Keep Me in Your Heart (TV)